# 野村辰寿
野村 辰寿（のむら たつとし、1964年 - ）は、日本のアニメーション作家、多摩美術大学教授、日本アニメーション協会理事。

## 略歴
1964年に三重県で生まれる。
浪人時代に日仏会館でユーリ・ノルシュテインのアニメーション作品に感銘を受け、アニメーション制作の道を志す。ファインアートではなく、生活費を稼げる商業美術を目指し、多摩美術大学グラフィックデザイン科へ入学する。在学中は下宿をスタジオにして、8ミリ映画でのアニメーションや短編映画の自主制作、友人の映像作品への協力、CMなどの美術造形のアルバイトを行っていた。
多摩美術大学グラフィックデザイン科を1987年に卒業、株式会社ロボットに入社する。ロボットでCMディレクターを務めた後に、アニメーション作家となり『ストレイシープ』、『ジャム・ザ・ハウスネイル』、『TheNightGame ネコのさくせん』、『ななみちゃん』、『クラリとティン』などを製作、発表する。
Facebookで自身が公開している情報では、鳥羽市出身、三重県立伊勢高等学校卒業、東京都八王子市に在住。

## 著作
- ポーのクリスマス 1996年、主婦と生活社、ISBN 9784391119671
- ポーとメリー 1998年、主婦と生活社、ISBN 9784391122855
- ポーの子どもたち 2000年、主婦と生活社、ISBN 9784391124705
- ポーとメリーのクリスマス 2001年、主婦と生活社、ISBN 9784391125658
- クラリとティン
  - クラリとティン　1〜14巻、2003〜2010、シェリング・プラウ[3]
  - クラリとティン 2004年、主婦と生活社、ISBN 9784391129410　→ クラリとティンのたび 1 空からおちてきたタマゴ 2009年、汐文社、ISBN 978-4811386065
  - クラリとティンのたび 2 歩く草むら 2009年、汐文社、ISBN 9784811386072
  - クラリとティンのたび 3 白い友だち 2009年、汐文社、ISBN 9784811386089
- ななみちゃん 大きくなったら… 2006年、NHK出版、ISBN 9784140360996 稲葉卓也と共著

## 作成作品一覧

### みんなのうた
- ◆は、5分間1曲枠の楽曲（ロングのうた）。
- なんのこれしき ふろしきマン / 水木一郎（2007年12月・2008年1月放送）◆